# حرب غير متكافئة

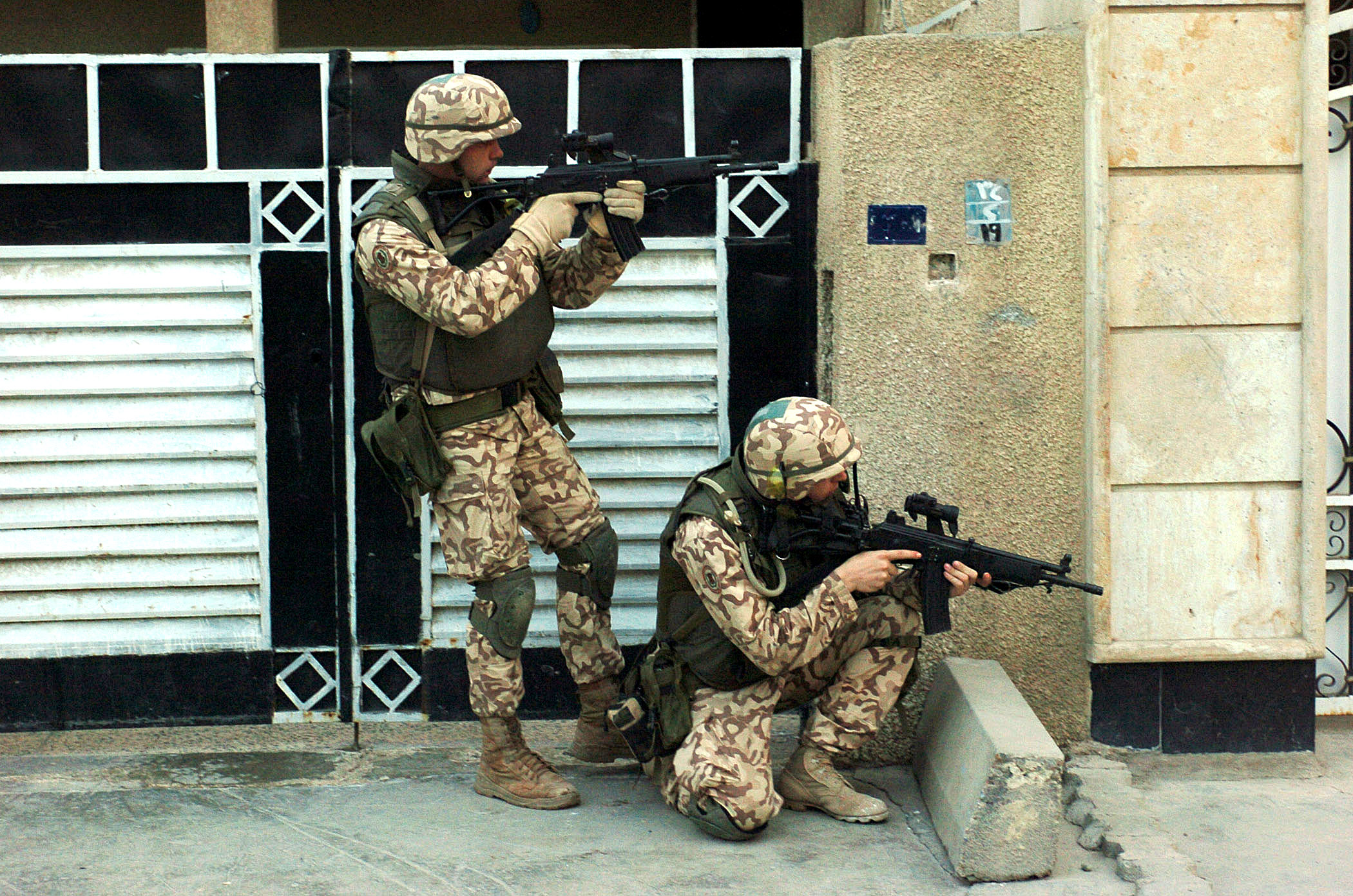

حرب غير متكافئة (بالانجليزية: Asymmetric warfare) (أو الاشتباك غير المتكافئ) هو مصطلح يُطلق على حربٍ بين خصمين متحاربين تختلف قوتهما العسكرية النسبية، أو خططهما الاستراتيجية والتكتيكية، إلى حدّ كبير. تتجسّد هذه الحرب عادةً بين الجيش النظامي الدائم من جهة، وميليشيات حركات المقاومة والعصيان من جهة أخرى، وغالبًا ما تُعد الأخيرة قوات مقاتلة غير قانونية.
تصف الحرب غير المتكافئة نزاعًا عسكريًا لا تكون فيه موارد المتحاربين متكافئة، ويعمل كلّ طرف في هذا الصراع على استغلال نقاط ضعف الطرف الآخر. تشمل هذه النزاعات عادة استراتيجياتِ وتكتيكات الحرب غير التقليدية، فيحاول المقاتلون الأضعف استخدام إستراتيجية تعوّض عن النقص في عدد ونوعية القوات والعتاد، وقد لا تكون تلك الاستراتيجيات عسكريّةً بالضرورة. تعد الحرب غير المتكافئة نقيض الحرب المتكافئة، حيث يمتلك الطرفان المتحاربان مواردًا وقوةً عسكرية مماثلة، ويعتمد كلّ منهما على تكتيكات متشابهة إجمالًا، باستثناء تفاصيل وطرق تنفيذ تلك الاستراتيجيات.
تُعد الحرب غير المتكافئة شكلًا من أشكال الحرب غير النظامية -صراع عنيف بين قوات نظامية، وأخرى غير نظامية، أقل تسلحًا ودعمًا، وأقل عددًا أيضًا، لكنها تُعد خصمًا قويًا يمتلك دافعًا للاستمرار. يُستخدم المصطلح مرارًا للإشارة إلى حرب العصابات، والعصيان، ومكافحة التمرد، والتمرد، والإرهاب، ومكافحة الإرهاب.

## التعريف والاختلافات
تعود شعبية المصطلح إلى مقالة للكاتب أندرو جاي. آر. ماك، بعنوان «لماذا تخسر الدول الكبرى حروبًا صغيرة؟»، نُشرت في دورية وورلد بوليتيكس عام 1975. أشار مصطلح «غير متكافئة» في تلك المقالة إلى تفاوت القوّة الملحوظ بين الجهات الفاعلة المتخاصمة في النزاع. وتعني كلمة «قوة»، في هذا السياق، القوة المادية، مثل الجيش الكبير والأسلحة المتطورة والاقتصاد المتقدم وغيرها. لم يحظَ تحليل ماك بالاهتمام في عصره، لكن نهاية الحرب الباردة أشعلت اهتمامًا متجددًا في الوسط الأكاديمي، وبحلول أواخر التسعينيات من القرن الماضي، بدأت الأبحاث المستندة إلى رؤى ماك بالنضوج. ثم بدأت القوات العسكرية للولايات المتحدة، بعد عام 2004، أخذ المشكلات المتعلقة بالحرب غير المتكافئة على محمل الجد مجددًا.
دخلت النقاشات مرحلة عسيرة منذ عام 2004، بسبب ميل الوسطين العسكري والأكاديمي إلى استخدام المصطلح بطرقٍ مختلفة، وجراء اقتران المصطلح بحرب العصابات، والتمرد، والإرهاب، ومكافحة التمرد، ومكافحة الإرهاب. يميل المؤلفون العسكريون إلى استخدام مصطلح «غير متكافئ» للإشارة إلى الطبيعة غير المباشرة للاستراتيجيات التي تتبناها الجهات الفاعلة الأضعف، أو طبيعة العدو بحدّ ذاته (يُتوقع من الأخصام غير المتكافئين…) بدلًا من ارتباط المصطلح بالقوات المتحاربة.
يميل المؤلفون الأكاديميون إلى الاهتمام بشرح أُحجيتَي النزاع غير المتكافئ. أولًا، إذا كانت «القوة» تحدد الطرف المنتصر في النزاع، فلا بدّ من وجود سبب يدفع الجهات الفاعلة الأضعف إلى مواصلة كفاحها ضد الجهات الفاعلة الأقوى. من الأسباب الرئيسة التي تفسّر ذلك:
- امتلاك الجهات الفاعلة الأضعف أسلحة سرية[3]
- امتلاك الجهات الفاعلة الأضعف حلفاء أقوياء[3]
- فشل الجهات الفاعلة الأقوى في تنفيذ تهديداتها[4]
- مطالب الجهات الفاعلة الأقوى مستحيلة التحقيق[4]
- أخذ الجهات الفاعلة الأضعف خصومَها الإقليميين بعين الاعتبار عند الرد على تهديدات الجهات الفاعلة الأقوى[5]

ثانيًا، إذا كانت القوة، في مفهومها التقليدي، تؤدي إلى النصر في الحرب، فانتصار «الضعيف» على «القوي» هو انتصارٌ صوابي أو مُستحق. من الأسباب الرئيسة التي تفسّر ذلك:
- التفاعل الاستراتيجي
- استعداد الطرف الضعيف للمعاناة أو تحمّل خسائر باهظة
- تلقّي الجهات الفاعلة الضعيفة دعمًا خارجيًا
- إحجام الجهات الفاعلة القوية عن تصعيد العنف
- ديناميكيات جماعية داخلية[6]
- سعي الجهة الأقوى وراء تحقيق أهداف حربيةٍ مبالغ فيها
- تطوّر الاتجاهات غير المتكافئة لدى الأخصام مع مرور الوقت[7]

تشمل النزاعات غير المتكافئة كلًّا من الحروب الأهلية والحروب بين الدول، ويتضح أن الجهات الفاعلة الأقوى انتصرت في تلك الحروب على مرّ الأعوام المئتين السابقة. مع ذلك، انتصرت الجهات الفاعلة الأضعف في معظم النزاعات غير المتكافئة منذ سنة 1950.

## الأساس الاستراتيجي
يستخدم المتحاربون نمطًا متشابهًا من القوات في الحروب التقليدية، وتكون نتيجة الحرب قابلة للتنبؤ اعتمادًا على عدد القوات المتحاربة أو نوعيّتها، مثل امتلاك منظومة القيادة والسيطرة للقوات. قد لا يكون ذلك صحيحًا في كافة الحالات، والسبب هو تركيبة القوات أو استراتيجيتها التي تمنع طرفًا أو آخرًا من تحقيق النصر في المعركة. مثل المواجهات التي دارت إبان حروب الثورة الفرنسية والحروب النابليونية، بين القوات البرية القارية للجيش الفرنسي، والقوات البحرية التابعة للبحرية الملكية البريطانية، حيث قال الأدميرال جون جيرفس إبان حملات عام 1801: «لا أقول، يا سادة، أن الفرنسيين لن يأتون إلينا. أقول إنهم لن يأتوا عبر البحر». شبّه نابليون بونابرت تلك المواجهات أيضًا بالمواجهات بين الفيل والحوت.

## الأساس التكتيكي
يعتمد النجاح التكتيكي للحروب غير المتكافئة على بعض الافتراضات التالية، على أقل تقدير:
- امتلاك أحد الطرفين أفضليّة تقنيّة تتفوق على الأفضليّة العدديّة للعدو، مثل القوس الإنجليزي الطويل في معركة كريسي.[12][13]
- إمكانية إسقاط التفوق التقني للعدو عبر استهداف البنية التحتية، وهي بنية سهلة التعرّض إلى الضرر، ما يؤدي إلى نتائج كارثية. يؤدي تدمير عددٍ من خطوط التيار الكهربائي والطرق وأنظمة توفير الماء في المناطق المكتظة سكنيًا إلى عواقب كارثية على اقتصاد تلك المناطق، ومعنويات سكانها أيضًا. في المقابل، قد لا يمتلك الطرف الضعيف أيّ بنية تحتية أساسًا.
- تثبت التدريبات والتكتيكات والتقنية دورها الحاسم في الحرب، وتتيح للقوة الصغيرة التغلّب على قوة أكبر بكثير. مثالٌ لذلك استخدامُ التشكيلة السلامية لدى جنود الهوبلت الإغريق، والتي جعلتهم متفوقين على أعدائهم. تُعد معركة ترموبيل، التي شهدت استخدامًا ناجعًا للتربة، مثالًا شهيرًا أيضًا.[14]
- إذا كان صاحب القوة الأضعف في موقفٍ دفاعي عن الذات، أي يتعرّض للهجوم أو الاعتداء مثلًا، فقد يتمكّن من استخدام التكتيكات غير التقليدية التي تجعل الطرف الأقوى في موقفٍ ضعيف، مثل استراتيجيات الفر والكر أو انتقاء المعارك، وتعدّ هذه التكتيكات وسائلًا فعالةً للاعتداء على الخصم من دون مخالفة قانون الحرب. نجد أمثلةً تاريخية كلاسيكية لهذه العقيدة في حرب الاستقلال الأمريكية، وبعض حركات المقاومة في الحرب العالمية الثانية، مثل المقاومة الفرنسية والبارتيزان السوفيتية واليوغوسلافية. وقد تُستخدم هذه الاستراتيجية ضد الدول المعتدية الديمقراطية، حيث تلعب على صبر الناخب الديمقراطي على النزاع (مثل حرب فيتنام، وحروب أخرى منذ تلك الفترة)، وتحرّض على الاحتجاجات، وتؤدي إلى نشوب خلافات بين المشرعين المنتخبين.
- إذا كانت القوة الأضعف في موقف المعتدي، و/أو إذا لجأت إلى تكتيكات محرّمة وفق قانون الحرب الدولي، فيعتمد نجاحها حينها على امتناع القوة العظمى عن استخدام تلك التكتيكات. يحظر قانون الحرب البرية استخدام الراية البيضاء أو المركبات الطبية واضحة العلامة غطاءً للهجمات أو الكمائن. ومع ذلك، يعتمد نجاح الطرف الأضعف، في استخدام هذه التكتيكات المحرّمة لصالحه ضمن الحرب غير المتكافئة، على امتثال القوة العظمى للقانون الدولي الموافق. يحظر قانون الحرب، على غرار ذلك، لجوء المتحاربين إلى استخدام المدنيين، والمستوطنات والمنشآت المدنية، بصفة قواعدٍ عسكرية. أما عند استخدام الطرف الأضعف هذه التكتيكات، فيُفترض أنّ الطرف الأقوى سيحترم القانون الذي ينتهكُه الطرف الأضعف، وسيمتنع عن مهاجمة الأهداف المدنية، وإذا فعل ذلك، ستتفوق أفضلية البروباغندا الإعلامية على الخسائر المادية.